# Christophe François Camus de Richemont
Pour les articles homonymes, voir Camus de Richemont, Camus et Richemont.
Christophe François Camus de Richemont, né le 11 septembre 1774 à Montmarault (province du Bourbonnais), mort le 18 octobre 1813 à la bataille de Leipzig), est un général de brigade du Premier Empire.

## Biographie
Christophe François est le fils de Claude Jean François Camus de Richemont (4 mars 1735 - Montmarault ✝ 13 août 1803 - Montmarault), sieur de Richemont (en la paroisse de Bizeneuille Allier) et de Petit-Bord, avocat en parlement, conseiller du roi et procureur en la maîtrise des Eaux et forêts de Montmaraud, correspondant de l'Assemblée provinciale (1780-1781), membre de l'Assemblée provinciale du Bourbonnais pour le tiers état (1788), président du Tribunal de district (1792), membre du conseil municipal de Montmarault (1800), et de Claudine Éléonore de la Poix de Fréminville (1749 ✝ 1835).
Il est l'un des frères de Louis-Auguste Camus de Richemont. Comme son aîné, il suit la carrière des armes, fait l'école militaire d'Effiat, et opte pour l'artillerie.
Baron de Richemont et de l'Empire le 28 mai 1809, il est promu colonel le 25 août de la même année. Les services qu'il rend lui font mériter la croix d'officier de la Légion d'honneur le 15 mars 1812.
Général de brigade et chef d'état-major du 2e corps d'observation du Rhin depuis le 1er mars 1813, il passe le 1er avril suivant, avec la même fonction à l'état-major du VIe corps de la Grande Armée, sous les ordres du maréchal Marmont.
C'est dans cette situation que le général de Richemont participe à la campagne de Saxe (1813). Il est tué le 18 octobre 1813, par un boulet de canon lors de la meurtrière bataille des Nations.
Il n'a que trente-neuf ans, et ne laisse pas de postérité.

## Armoiries
| Figure | Blasonnement |
|        | Armes du baron de Richemont et de l'Empire décret du 15 août 1809, lettres patentes du 28 novembre 1809 (Paris). Écartelé au premier d'azur au chevron d'or, accompagné de trois coquilles d'argent, surmonté d'un comble d'or à trois bandes de gueules ; au deuxième des barons tirés de l'armée ; au troisième d'or à la fasce de gueules, accompagnée de trois hures de sanglier de sable, allumées et lampassées de gueules, défendues d'argent ; au quatrième échiqueté d'argent et d'azur., Livrées : les couleurs de l'écu. |